# その日、カレーライスができるまで
『その日、カレーライスができるまで』は、2021年9月3日公開の日本映画。監督・脚本・編集は清水康彦、企画・プロデュースは齊藤工、主演はリリー・フランキー。
妻の誕生日祝いに作るカレーライスと好んで聴くラジオ番組を通して、とある一人の男が何気ない日常に想いを馳せる姿を描く。また、本作はほぼ全てがリリーによる一人芝居となり、撮影は3日間で行われた。

## ストーリー
初老の男が古びた台所で作業している。三日後が妻の誕生日なので、鍋でお祝い用のカレーを作っているのだ。いつも聞いているラジオ番組が、自慢料理の「三日目のカレー」について話題にした。それは初めて採用された男のメールだった。

煮込みの合間に、古い８ミリフィルムを映写する男。画面に映る男の息子は幼いうちに病死していた。自分は甲斐性無しで、十分な治療費も用意できなかったと泣く男。実は昨年、妻も家を出て行き、男は家に一人きりだった。それでもカレーを作り続ける男。

翌日、いつものラジオ番組が、「カレーを作った鍋、洗う前の活用法」を話題にした。それが妻の投稿であることに気づく男。そこへ妻から電話がかかって来た。家に戻るかどうか、「考えさせて」と、穏やかに電話を切る妻。

三日目にカレーが完成した。黙々と白飯にカレーを盛る男。テーブルには妻と息子と男の分の、三皿のカレーライスが並んだ。

## キャスト
- 健一：リリー・フランキー

### 声の出演
- 映吉：中村羽叶[2]
- 吉田照美[2]
- 岡田ロビン翔子[2]
- 黄栄珠[2]
- 福田信昭[2]
- 美津子：神野三鈴[2]

## スタッフ
- 監督・脚本・編集：清水康彦
- 企画・プロデュース：齊藤工
- 原案・脚本：金沢知樹[1][2]
- 脚本：いちかわニャー
- 主題歌：安部勇磨「テレビジョン」（Thaian Records）[3]
- 製作：坂本香（TBSグロウディア）、有馬一昭（イオンエンターテイメント）、佐久間大介（イースト・ファクトリー）
- エグゼクティブプロデューサー：麻生英輔
- チーフプロデューサー：小林有衣子
- プロデューサー：野村梓二
- 撮影：川上智之
- 照明：上野甲子朗
- 録音：桐山裕行
- 美術：松本千広
- 音楽：香田悠真
- 助監督：草場尚也
- フードコーディネーター：松山綾子
- スタイリスト：服部昌孝
- ヘアメイク：岩城舞、中村維斗子、飯島恵美
- ラインプロデューサー：安藤光造
- アシスタントプロデューサー：金川紗希子
- デザイン：池田樂水、齊藤賢太郎
- 特別協力：ひかりTV、dTVチャンネル『地球の寿命 -開放区-』、bayfm78『TAKUMIZM』
- 配給：イオンエンターテイメント
- 制作プロダクション：イースト・ファクトリー
- 製作：映画『その日、カレーライスができるまで』製作委員会（TBSグロウディア、イオンエンターテイメント、イースト・ファクトリー）